# 2023年世界陸上競技選手権大会レソト選手団
2023年世界陸上競技選手権大会レソト選手団は、2023年8月19日から8月27日までハンガリーのブダペストで開催された第19回世界陸上競技選手権大会のレソト選手団。

## 選手団
- 人員: 選手 2人

## 選手名簿・結果
| 選手                   | 種目         | 結果             | 順位 |
| ---------------------- | ------------ | ---------------- | ---- |
| テベロ・ラマコンゴアナ | 男子マラソン | 2時間09分57秒 PB | 4位  |
| モクルベテ・マカティシ | 女子マラソン | 2時間37分49秒    | 42位 |